# Octoblepharum cylindricum
Octoblepharum cylindricum là một loài rêu trong họ Octoblepharaceae. Loài này được Schimp. ex Mont. mô tả khoa học đầu tiên năm 1840.